# Petr Vandírek
Petr Vandírek (ur. 7 kwietnia 1962) – czeski żużlowiec, występujący również na długim torze i na trawie.

## Życiorys
Wielokrotny uczestnik eliminacji indywidualnych mistrzostw świata, finalista tych rozgrywek w 1986 roku w Chorzowie (jako rezerwowy). Dwukrotny finalista indywidualnego Pucharu Mistrzów (Pardubice 1986 – VII miejsce, Lonigo 1990 – IX miejsce). Uczestnik półfinału mistrzostw świata par (Lublana 1989 – III miejsce). Czterokrotny finalista indywidualnych mistrzostw świata na długim torze (Pfarrkirchen 1986 – IX miejsce, Scheeßel 1988 – XIII miejsce, Mariańskie Łaźnie 1989 – XIV miejsce, Herxheim bei Landau/Pfalz 1990 – XI miejsce). 
Złoty medalista młodzieżowych indywidualnych mistrzostw Czechosłowacji (1983). Trzykrotny medalista indywidualnych mistrzostw Czechosłowacji: złoty (1989), srebrny (1987) oraz brązowy (1990). Srebrny medalista indywidualnych mistrzostw Czechosłowacji na długim torze (1990). Trzykrotny medalista indywidualnych mistrzostw Czech: dwukrotnie srebrny (1993, 1994) oraz brązowy (1992).
Startował w lidze polskiej, w barwach klubów Włókniarz Częstochowa (1991–1994), ROW Rybnik (1995) oraz Unia Tarnów (2000), jak również w lidze brytyjskiej, w barwach klubu z Exeter (1995–1996).